# یالو (رودخانه)

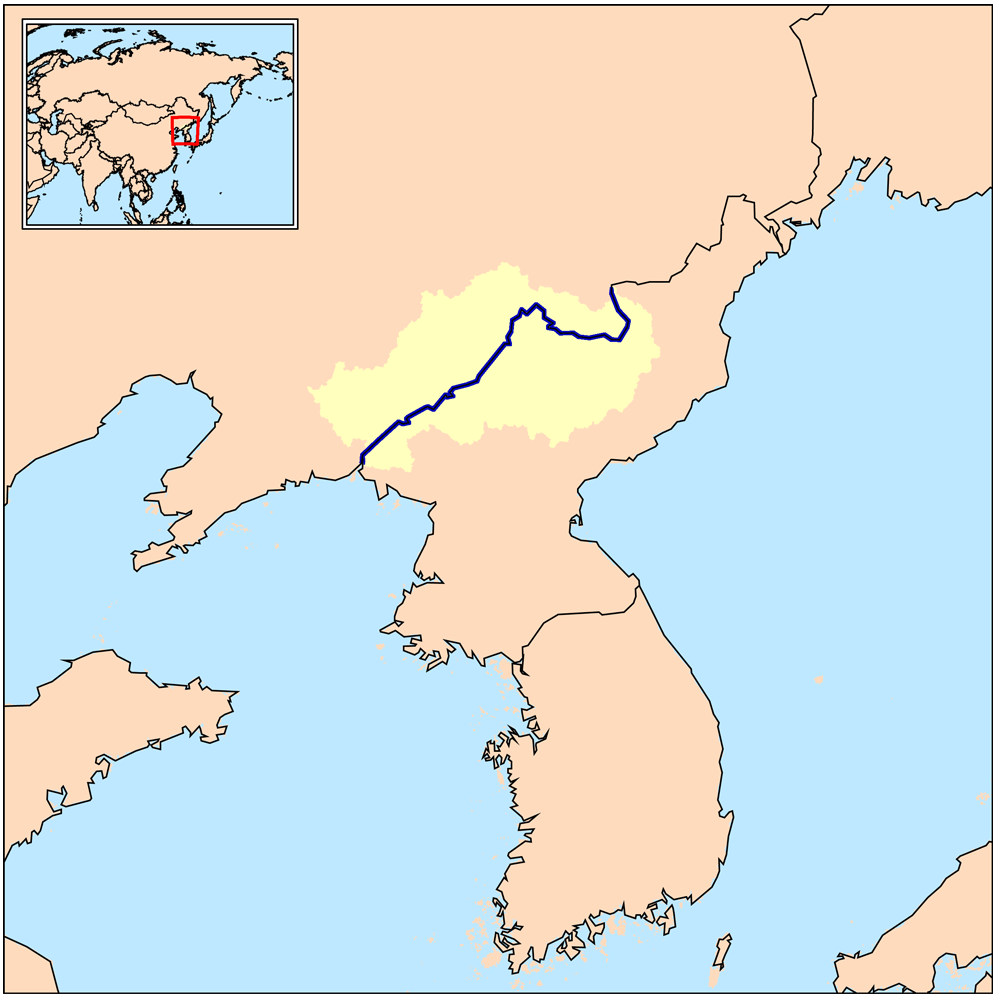
موقعیت رودخانه بر روی نقشه

رودخانه یالو (چینی) یا رودخانه آمنوک (کره‌ای) نام رودخانه‌ای در مرز بین چین و کره شمالی است . این رودخانه به خاطر موقعیت استراتژیک خود بستر بسیاری از جنگها بوده است . همچنین در طول این رودخانه بناها و قلعه‌های باستانی بسیاری از دوران پادشاهی گوگوریو باقی‌مانده است .